# Nufmobil
 (mars 2016).
Nufmobil est le nom d'une ancienne marque automobile allemande.
Fondée en 1898, l'entreprise Neuman-Fischer était sise à Freiberg; 1924 cyclecar furent fabriqués.
La Nufmobil était un tricycle semblable à La Va Bon Train (en). La roue unique était située à l'avant, le moteur immédiatement derrière elle. La direction se faisait à l'aide d'un volant. Il y avait de la place pour deux personnes. Le moteur ne développant que 2 cv le véhicule pouvait être conduit sans être enregistré et sans permis de conduire.

## Source de la traduction
- (de) Cet article est partiellement ou en totalité issu de l’article de Wikipédia en allemand intitulé « Nufmobil » (voir la liste des auteurs).